# كتاب الظل

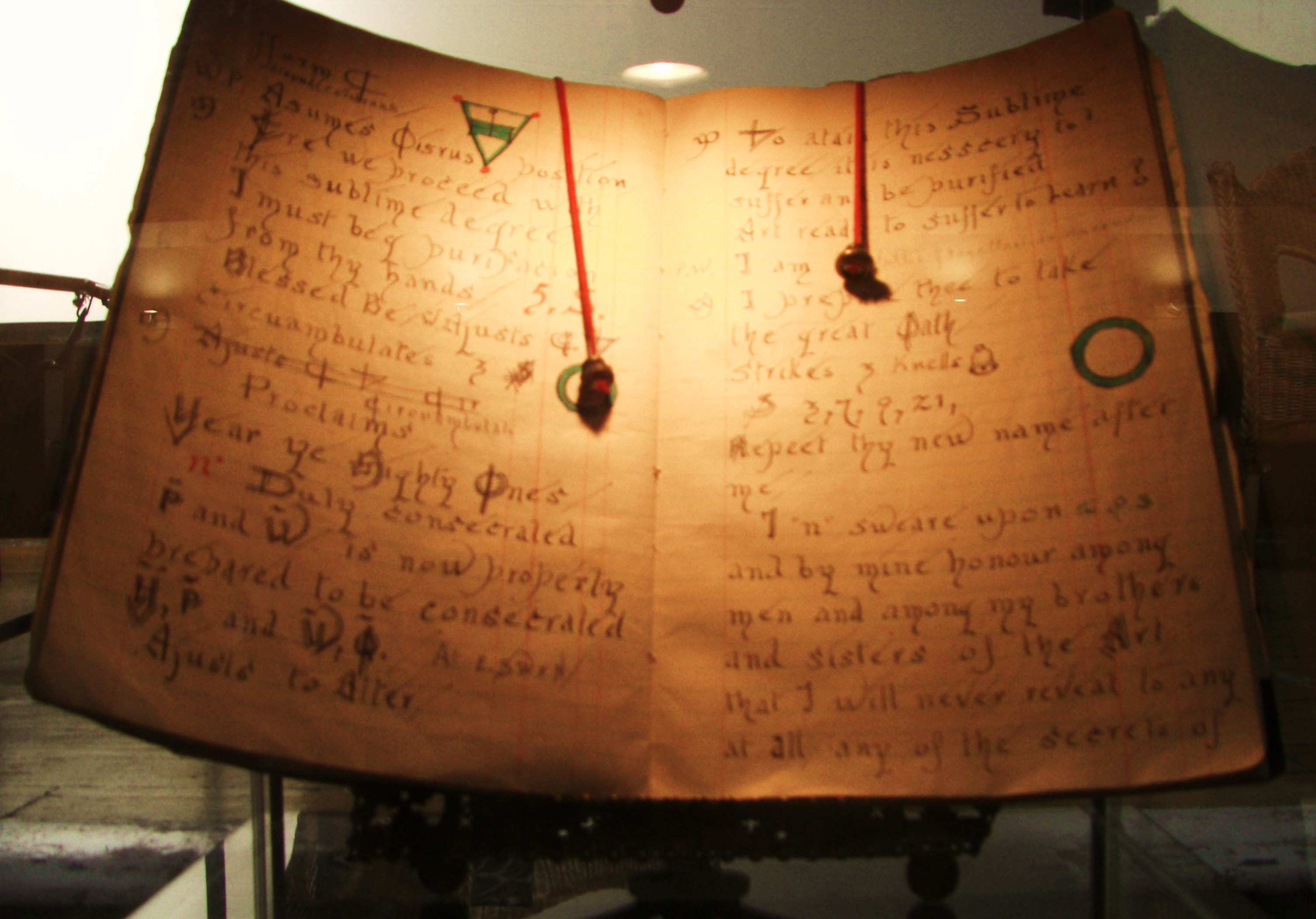

كتاب الظل هو كتاب يوميات يستخدمها ممارسو السحر المراسم لتسجيل التعويذات والمراسيم والمحاصيل ومعلومات آخرى متعلقة بالسحر.
في الويكا التقليدية، الكتاب يحتوي على معلومات وتعاليم التقليد (مثل تقاليد غاردنيرية، إسكندرية أو غيره من تقاليد) ومعلومات عن المراسيم والتعويذات. يكون الكتاب منسوخ باليد من معلمه (عادةً يكون القسيس العلي أو القسيسة العلية). يكون المعلومات التقليدية لا تغير، لكن زيادات للكتاب لا تخالف تعاليم الويكا. بعض الويكا يكون لهم كتاب الظل الخاص بهم مع ذات المجموعة الذي ينتمي إلية الويكا، ولكن هذا يكون للاستخدام الشخصي ولا يعطى للمبتدءين الآخرين.
الأنواع الجديدة من الويكا أو الممارسات الوثنية الجديدة، كتاب الظل يكون غالباً كتاب خاص أو تابع لمجموعة وليس مخطوطات تقليدية تنسخ
من معلم إلى طالب. وفي حالات كثيرة يكون هذا الكتاب نص إلكتروني بدلاً من نص مكتوب باليد.

## اقرأ أيضاً
- سحر أسود
- ويكا